# 繋靭帯炎
繋靭帯炎（けいじんたいえん、英語: desmitis）は、馬の脚部で発生する病気・故障のひとつ。
第1指骨と第3中手骨（管骨）をつなぐ部分を球節と呼ぶ。この部分には種子骨が存在し、指骨・中手骨と互いに接続しているが、このつなぎの部分に位置する靭帯が炎症を起こしたものを総称して繋靭帯炎と呼ぶ。球節にある種子骨の上部にある靭帯が炎症を起こすケースと、中手骨の下部にある靭帯が炎症を起こすケースがある。
球節は走行中の競走馬が脚を着地した際の衝撃を緩和する役目を担っているので、この部分に炎症や骨折を発症するケースが多くなる。また一旦症状が回復したとしても、運動強度を上げると再発しやすい性質がある。アスファルトのような硬い地面では問題ないがダートで問題が起きるという症例もあり、一概に「地面が硬いから発生する」というものではない。
一度発症すると治療に最低でも8か月～1年程度の期間を要すること、また前述の通り調教を再開すると再発しやすいという性質から、近年の競走馬でこの故障により引退に追い込まれた例は少なくなく、屈腱炎と並んで競走馬にとって致命的な病気である。

## 繋靭帯炎の発症により引退に至った競走馬の例
- シンボリルドルフ
- メジロマックイーン
- アドマイヤベガ
- ヒシミラクル
- シーザリオ
- フェノーメノ
- エピファネイア
- ハープスター
- ステルヴィオ
- フィエールマン
- ステイフーリッシュ
- メイショウダッサイ
- デアリングタクト

## 繋靭帯炎から復帰した競走馬
- ハクシヨウ（1961年スプリングステークスの調教で発症し、4歳初戦の皐月賞で復帰し11着。その後東京優駿に優勝したが、再び不安が出て引退。）[3]
- サクラスターオー（1987年皐月賞優勝後に発症したが、復帰戦の菊花賞で優勝し、二冠達成。同年の有馬記念で繋靭帯断裂。）[4]
- オグリキャップ（1989年4月に発症し、5ヶ月後のオールカマー（GII）で復活し優勝した。その後は10戦4勝し、うちG1・3勝、2着3回）
- フェノーメノ（2013年10月、天皇賞（秋）（GI）の調教中に発症し半年休養、翌2014年3月の日経賞（GI）で復帰、5着。同年5月に天皇賞（春）（GI）2連覇を達成したものの、翌年の天皇賞（春）の前に再び繋靭帯炎を発症して引退）
- シゲルピンクダイヤ（2018年11月3日、未勝利戦を勝った後に発症し、4ヶ月休養の後に2019年3月のチューリップ賞（GII）で復帰し2着）
- コントレイル（2021年4月、重馬場に泣いて大阪杯（G1）に3着に敗れた後に発症したという。宝塚記念の約2ヶ月前（5月の第2週目）には、「ふっくらとした、いい感じできています。脚元も何の問題もありません」と評価されていたが、宝塚記念を回避した[5]。当時陣営はコントレイルが繋靭帯炎を発症していると公表しなかったが、引退後、矢作は馳星周との対談時に「大阪杯後脚部の不安が悪化していた」とした[6]。その後、年内は有馬記念を除く残り2戦で引退することが決定し、2021年10月の天皇賞（秋）（G1）にて復帰し2着。ラストランとなったジャパンカップ（G1）で1着となり引退した。）
- デアリングタクト（2021年4月、クイーンエリザベス2世カップ (G1)で3着に敗れ、帰国後の5月に発症が発覚した。その後、1年1ヶ月の休養の後、2022年5月のヴィクトリアマイルで復帰し、6着。同年6月の宝塚記念ではタイトルホルダーの3着に入って復活の兆しを見せ[7]、復帰に向けた調整が行われていたが、2023年10月に繋靭帯炎を再発して引退した[8]。